# Beetsterzwaag

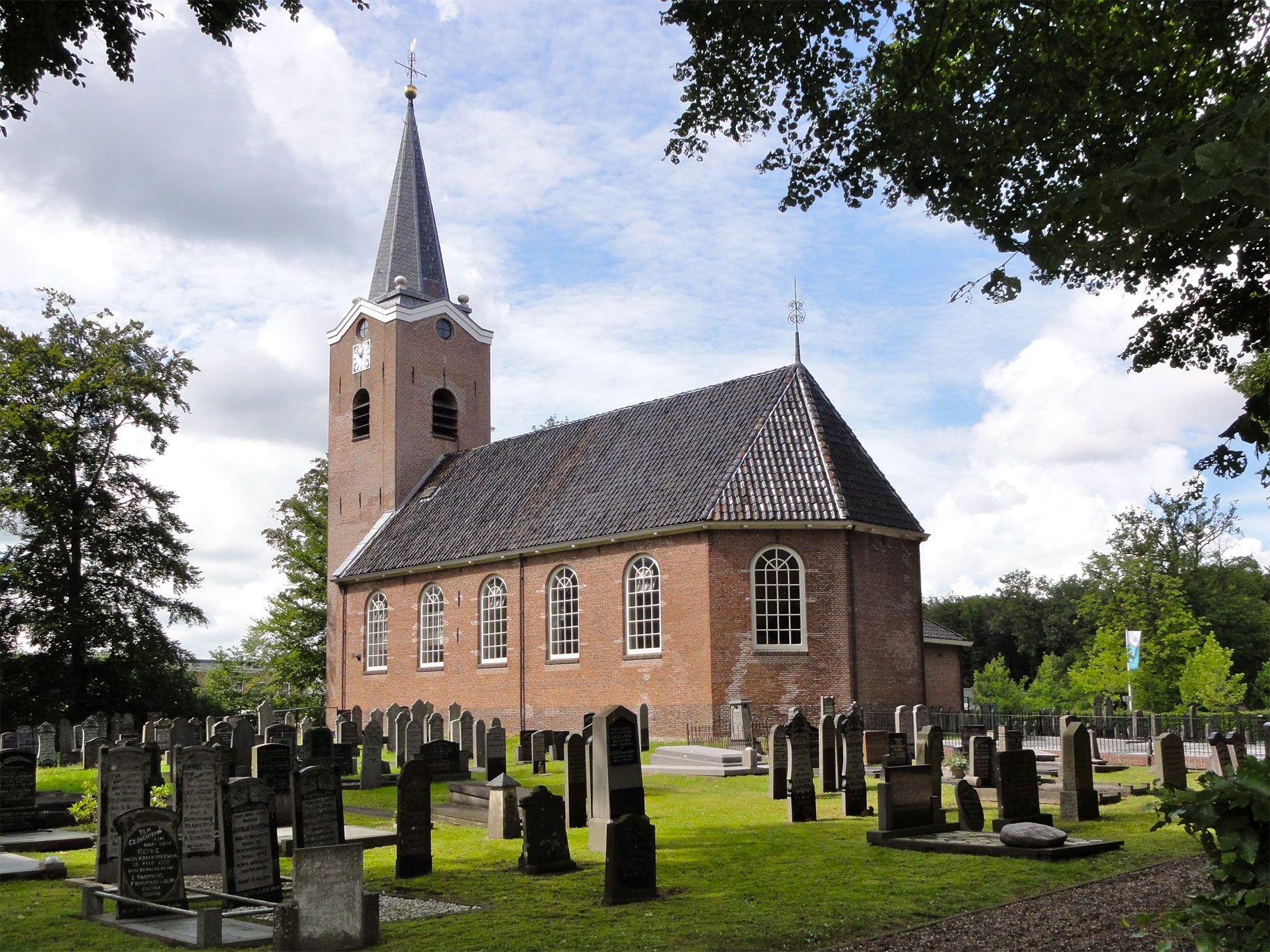
Beetsterzwaag: la chiesa del villaggio

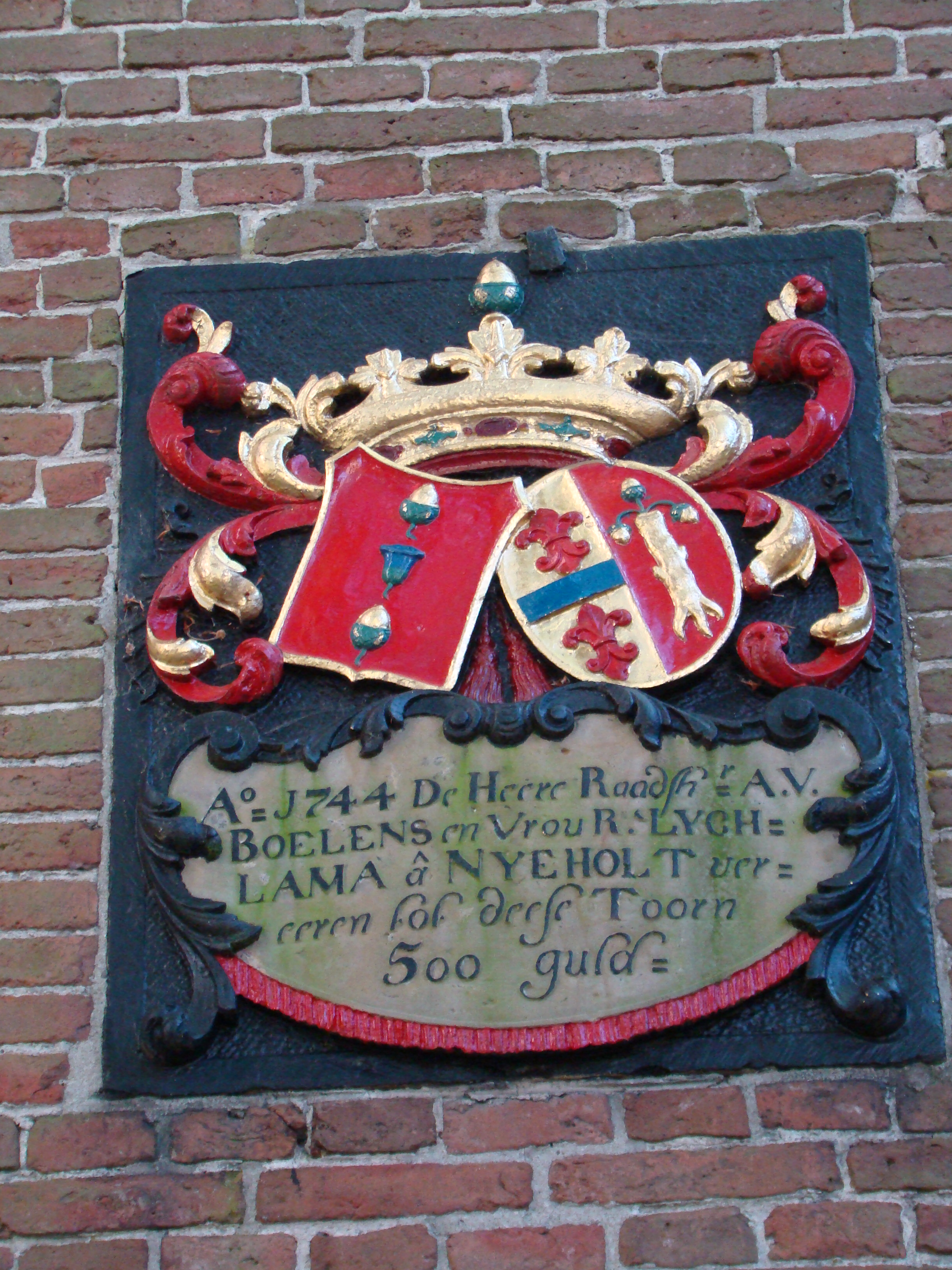
Formella a Beetsterzwaag

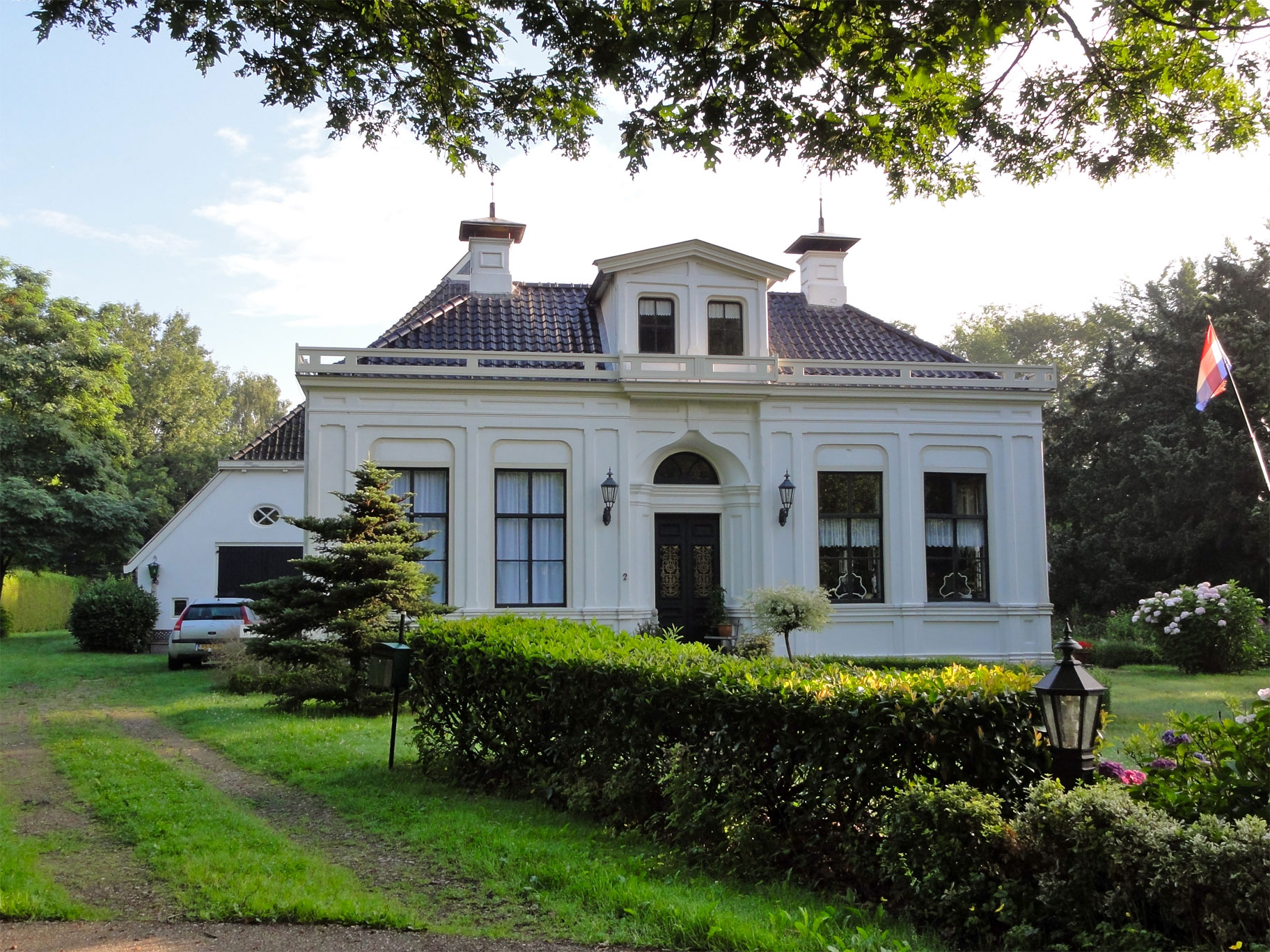
Beetsterzwaag: la Fockenstate

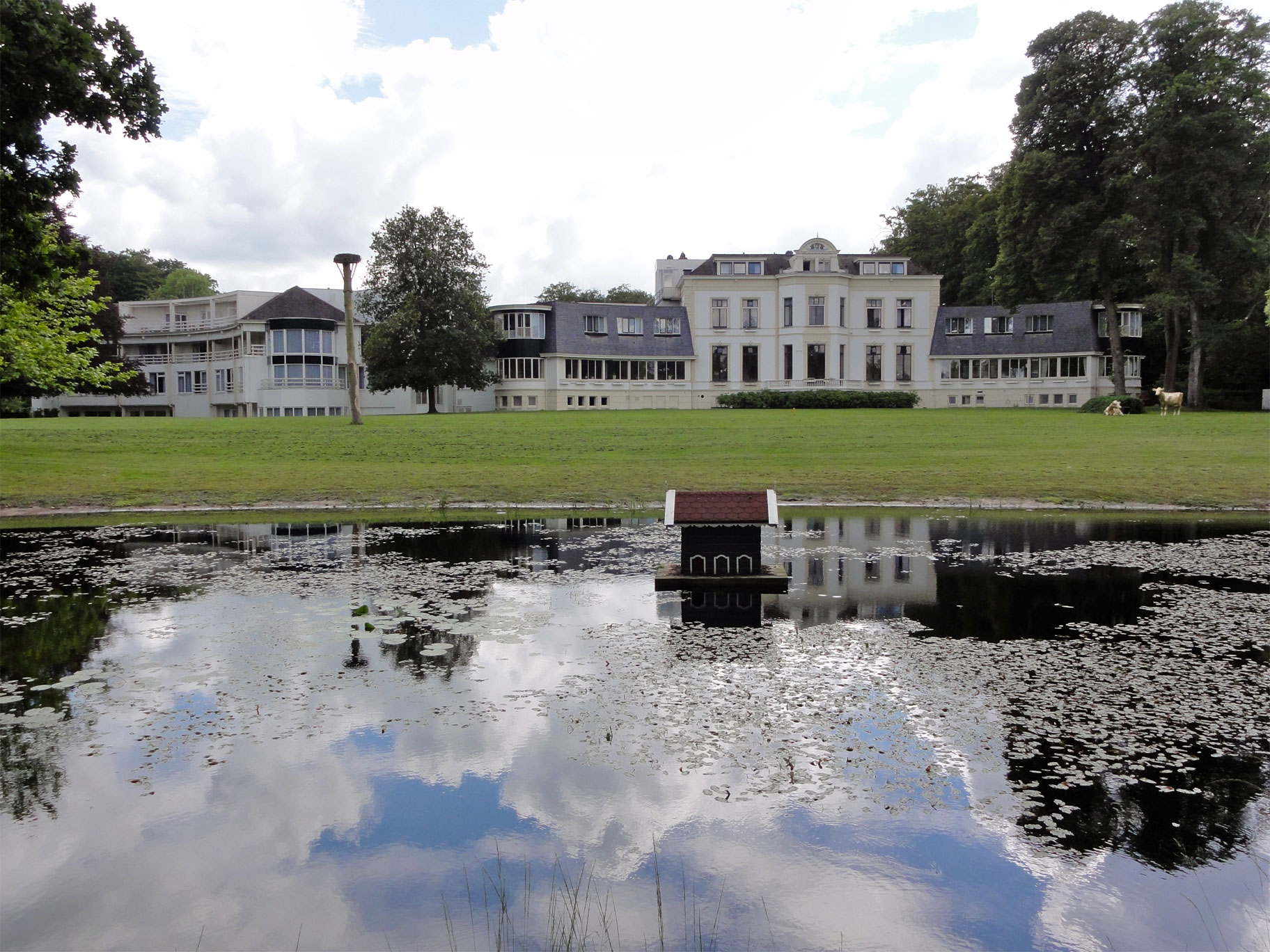
Beetsterzwaag: Lauswolt

Beetsterzwaag  (in frisone: Beetstersweach 1,452) è un villaggio di circa 3.500 abitanti del nord-est dei Paesi Bassi, situata nella provincia della Frisia e facente parte del comune di Opsterland, di cui ospita il municipio.
Nella cittadina, soprannominata la "Wassenaar del Nord", risiedevano un tempo i nobili proprietari terrieri frisoni.

## Etimologia
Il toponimo frisone Beetstersweach è composto dal termine beet, che indicava il ruscello De Boorne (chiamato ora Koningsdiep), e dal termine sweach, con cui si indicano i campi piatti della zona.

## Geografia fisica

### Collocazione
Beetsterzwaag si trova nella parte sud-orientale della provincia della Frisia, a circa 10 km a sud di Drachten e a circa 40 km a nord-est di Heerenveen.

### Territorio
Il villaggio è circondato da campagne e da foreste di conifere.

## Società

### Evoluzione demografica
Al censimento del 1º gennaio 2013, Beetsterzwaag contava una popolazione pari a 3.569 abitanti. L'anno precedente ne contava 3.531, mentre nel 2001 ne contava 3.660.
Il 55% della popolazione è compreso in una fascia d'età che va tra i 20 e i 64 anni (dato del 2009). Soltanto il 35% degli abitanti vive in un'abitazione in affitto.

## Architettura
L'architettura di Beetsterzwaag riflette del suo passato di luogo di residenza dei nobili proprietari terrieri frisoni, ai quali si deve la costruzione di grandiose abitazioni con giardini.
Il villaggio vanta 46 edifici classificati come rijksmonumenten.

### Edifici e luoghi d'interesse

#### Dorpskerk
La Dorpskerk ("chiesa del villaggio") risale almeno al 1315.

#### De Zandhoeve
Tra gli edifici di interesse, vi è De Zandhoeve, una residenza costruita tra il 1930 e il 1931 per il sindaco di Opseterland, Jac. Bleeker, su progetto dell'architetto S.A. Veenstra. L'edificio è classificato come rijksmonument.
|  |  |

#### Harinxma State
Altro luogo d'interesse è la Harinxma State, tenuta della famiglia Harinxma.
|  |  |

#### Lyndensteyn
Altro edificio storico di Beetsterzwaag è la Lyndensteyn, residenza estiva della famiglia Van Lynden, costruita nel 1821.

#### Altri edifici storici
- Bordena (1858)[2]
- Fockenstate (1879)[2]
- Lauswolt, tenuta ora trasformata in hotel[2][7]
- Lycklamanhûs (1824)[2][7]

## Sport
- VV De Sweach, squadra di calcio[14]